# Rosemary Aluoch
Pour les articles homonymes, voir Aluoch.
Rosemary Aluoch Kadondi, née le 7 mai 1976 à Nairobi et morte le 4 octobre 2020 dans la même ville, est une footballeuse internationale kényane évoluant au poste de gardienne de but.

## Biographie
Elle joue pour l'équipe du Kenya féminine de football de 1995 à 2014 et évolue dans des clubs kényans et des pays voisins.
Elle rentre dans le staff de la sélection kényane en 2015, étant notamment entraîneuse des gardiens.
Elle décède des suites d'une longue maladie le 4 octobre 2020 à Nairobi, à l'âge de 44 ans.